# Travis Meyer
Travis Meyer (nascido em 8 de junho de 1989, em Viveash) é um ciclista profissional australiano, que atualmente corre para a equipe Drapac Professional Cycling.